# Ain Sbit
Ain Sbit (en àrab عين سبيت, ʿAyn Sbīt; en amazic ⵄⵉⵏ ⵙⴱⵉⵜ) és una comuna rural de la província de Khémisset, a la regió de Rabat-Salé-Kenitra, al Marroc. Segons el cens de 2014 tenia una població total de 11.051 persones.